# Izsófalva
Izsófalva là một làng thuộc hạt Borsod-Abaúj-Zemplén, Hungary. Làng này có diện tích 9,41 km², dân số năm 2010 là 1731 người, mật độ 184 người/km².